# 燕惠公
燕惠公（？—前536年），中國春秋時期的燕國君主，燕懿公之子。
有许多宠臣，《戰國策》載“燕惠公欲殺公卿立幸臣，公卿誅幸臣，公恐，出奔齊。”燕國大夫共诛宠臣宋，惠公逃奔齐国。四年後，齐国派高偃到晋国，请求共同伐燕，送惠公回国。於是晋平公和齐国一起讨伐燕国，把燕惠公送回了燕国，不久去世。在位九年卒，燕悼公即位。